# Bishopiana
Bishopiana es un género de arañas araneomorfas de la familia Linyphiidae. Se encuentra en Rusia asiática, Mongolia y China.

## Lista de especies
Según The World Spider Catalog 12.0:
- Bishopiana glumacea (Gao, Fei & Zhu, 1992)
- Bishopiana hypoarctica Eskov, 1988